# Pura sangre
Pura Sangre foi uma telenovela colombiana produzida e exibida pela RCN Televisión em 2007.
Foi protagonizada por Rafael Novoa e Marcela Mar e antagonizada por Kathy Sáenz e Pepe Sánchez.

## Sinopse
A infância de Florencia Lagos e Eduardo Montenegro decorreu sem problemas e ignoram que suas vidas são o instrumento através do qual uma antiga dívida de sangue começará a ser cobrada. Eduardo é filho de María , governanta da família Lagos e Florencia é a mais nova dos cinco filhos de Alejandro Lagos, orgulhoso criador de cavalos Pura Sangre e proprietário de uma grande empresa de Lácteos
A história de amor de Florencia e Eduardo será afetada por Paulina Riascos de Lagos, que aparece em suas vidas seguindo as ordens de um personagem misterioso chamado Eusebio Beltrán, que a obriga a cumprir com o objetivo de acabar com a fortuna da Lagos e destruir a vida de Alejandro Lagos e seus filhos.
Depois que Paulina consegue se aproximar da família Lagos por engano, ela assassina a primeira esposa de Alejandro e se tornou sua segunda esposa. Ela será responsável por executar todas as ações que agregam conflito à história.
Com base em uma mentira, Paulina recebe Eduardo de Florença por 17 anos, tempo após o qual ele retorna se torna um homem e descobre a seqüência de humilhações e maus tratos a que sua mãe foi submetida por Paulina Riascos. Furioso decide se vingar. Aproveitando a passagem do tempo e muitos de seus conhecidos anteriores não o reconhecem, Eduardo decide mudar sua identidade e adotar o nome de Marco Vieira, para se aproximar da família Lagos e se vingar da morte prematura de sua mãe. Para isso ele usa sua posição prestigiosa em uma Corporação e a ajuda de seu rico amigo Mike. Assim, começa sua busca pela justiça, sem saber que a verdadeira causa de todos os terríveis acontecimentos é Paulina Riascos.
Pouco a pouco, Eduardo descobrirá que ele ainda está apaixonado por Florencia Lagos e colaborará com ela para desmascarar os motivos por que há tantos anos que Paulina Riascos estava ao serviço dos planos malignos de Eusebio Beltrán.

## Elenco
- Rafael Novoa como Eduardo Montenegro/Marco Vieira
- Marcela Mar como Florencia Lagos
- Kathy Sáenz como  Paulina Fiascos/Regina Castaño Lagos "La Hiena"
- Pepe Sánchez como Don Alejandro Lagos/ Don Eusebio Beltrán
- Helga Díaz como Irene Lagos
- Juan Pablo Gamboa como Federico Lagos/Pedronel Lagos
- Andrés Juan como Camilo Lagos
- Manuel José Chávez como Simón Lagos
- Silvia de Dios como Susana Suescún de Lagos
- Edgardo Román como Atila Carranza
- Alejandro López como Renato León
- Carlos Hurtado como Aristides Bocanegra
- Juliana Galvis como Silvia Vallejo
- Carolina Cuervo como Azucena Flores de Chaparro
- Alejandra Sandoval como Lucía Velandia(Beltrán Castaño)
- Carlos Manuel Vesga como Isidro Chaparro
- Fernando Arévalo como Dr. Ortegón
- Jenny Osorio como Margarita Flores
- Marcela Benjumea como Rosa Flores
- Manuel Sarmiento como Samuel Delgado
- Diego Vélez como Padre Matías
- Ramsés Ramos como Freddy William
- Claudia Aguirre como Iliana
- Inés Prieto como Inés Bueno
- Maria Fernanda Yépes como Natalia / Venus
- Renata González como Marcela Carranza
- Jason Bawth Chad como Mike Horton
- Margalida Castro como Clotilde
- Jaime Barbini como José María Cabal
- Alejandra Borrero como Genoveva de Lagos
- Carmenza Gómez como María de Montenegro
- Martina García como Ana Gregoria Beltrán
- Laura Perico como Irene Lagos (menina)
- Etty Grossman como Florencia Lagos (menina)
- Federico Rivera como Kojac

## Versões
- Mañana es para siempre (2008), uma produção de Televisa (México), foi protagonizada por Fernando Colunga e Silvia Navarro e antagonizada por Rogelio Guerra, Sergio Sendel e Lucero.[4][5]
- Sed de venganza (2024),  uma produção de Telemundo (Estados Unidos), foi protagonizada por Danilo Carrera, Isabella Castillo e Alexa Martín.[6]

## Prêmios e Indicações

### Prêmio TVyNovelas
| Ano  | Categoria                 | Nomeado              | Resultado |
| ---- | ------------------------- | -------------------- | --------- |
| 2008 | Melhor Telenovela         | Pura sangre          | Ganhadora |
| 2008 | Melhor ator protagonista  | Rafael Novoa         | Ganhador  |
| 2008 | Melhor atriz protagonista | Marcela Mar          | Nomeada   |
| 2008 | Melhor atriz antagonista  | Kathy Sáenz          | Ganhadora |
| 2008 | Melhor ator antagonista   | Pepe Sánchez         | Ganhador  |
| 2008 | Melhor Ator Revelação     | Jason Bawth Chad     | Nomeado   |
| 2008 | Melhor Atriz Revelação    | Renata González      | Nomeada   |
| 2008 | Melhor Ator de Reparto    | Andrés Juan          | Nomeado   |
| 2008 | Melhor Atriz de Reparto   | María Fernanda Yépes | Nomeada   |
| 2008 | Melhor tema musical       | Pura sangre          | Nomeada   |
| 2008 | Figura Favorita de 2007   | Rafael Novoa         | Ganhador  |